# هيرشل روزنتال
هيرشل روزنتال (بالإنجليزية: Herschel Rosenthal)‏ هو سياسي أمريكي، ولد في 13 مارس 1918 في الولايات المتحدة، وتوفي في 19 يونيو 2009 في نفس البلد. انتخب عضو مجلس ولاية كاليفورنيا وانتخب عضو جمعية ولاية كاليفورنيا.